# Unterseeboot 327
Le Unterseeboot 327 (ou U-327) est un sous-marin allemand (U-Boot) de type VII.C/41 utilisé par la Kriegsmarine (marine de guerre allemande) pendant la Seconde Guerre mondiale.

## Construction
L'U-327 est un sous-marin océanique de type type VII.C/41. Construit dans les chantiers de Flender Werke AG à Lübeck, la quille du U-327 est posée le 15 avril 1943 et il est lancé le 27 mai 1944. L'U-327 entre en service 2 mois plus tard.

## Historique
Mis en service le 18 juillet 1944, l'Unterseeboot 327 reçoit sa formation de base à Stettin en Pologne au sein de la 4. Unterseebootsflottille jusqu'au 31 janvier 1945, puis l'U-327 rejoint sa formation de combat dans la 11. Unterseebootsflottille à Bergen en Norvège, port qu'il n'atteindra jamais.
L'Unterseeboot 327 effectue trois patrouilles, toutes sous les ordres du Kapitänleutnant Hans Lemcke dans lesquelles il ne coule, ni n'endommage de navire ennemi au cours des 36 jours en mer.
Il effectue sa première patrouille en quittant le port de Kiel le 24 janvier 1945. Cinq jours plus tard, le 24 janvier 1945, il arrive au port de Horten en Norvège.
Pour sa deuxième patrouille, il quitte Horten le 28 janvier 1945 et rejoint Kristiansand en deux jours.
Le 30 janvier 1945, il reprend la mer pour sa troisième patrouille. Après 29 jours en mer, l'U-327 est coulé le 27 février 1945 dans le secteur ouest de la Manche à la position géographique de 49° 46′ N, 5° 47′ O par des charges de profondeur lancées depuis les frégates britanniques  HMS Labuan, HMS Loch Fada et par le sloop britannique HMS Wild Goose.
Les quarante-six membres d'équipage meurent dans cette attaque.

## Affectations successives
- 4. Unterseebootsflottille à Stettin du 18 juillet 1944 au 31 janvier 1945 (entrainement)
- 11. Unterseebootsflottille à Bergen du 1er au 27 février 1945 (service actif)

## Commandement
- Kapitänleutnant Hans Lemcke du 18 juillet 1944 au 27 février 1945

## Patrouilles
|       | Commandant         | Départ          | Départ       | Arrivée         | Arrivée      | Jours    | Succès |
| ----- | ------------------ | --------------- | ------------ | --------------- | ------------ | -------- | ------ |
| 1     | Kptlt. Hans Lemcke | 24 janvier 1945 | Kiel         | 24 janvier 1945 | Horten       | 5 jours  |        |
| 2     | Kptlt. Hans Lemcke | 28 janvier 1945 | Horten       | 29 janvier 1945 | Kristiansand | 2 jours  |        |
| 3     | Kptlt. Hans Lemcke | 30 janvier 1945 | Kristiansand | 27 février 1945 | Coulé        | 29 jours |        |
| Total | Total              | Total           | Total        | Total           | Total        | 36 jours | 0 t    |

Note : Kptlt. = Kapitänleutnant 

### Opérations Wolfpack
L'U-327 n'a pas opéré avec les Wolfpacks (meute de loups) durant sa carrière opérationnelle.

## Navires coulés
L'Unterseeboot 327 n'a ni coulé, ni endommagé de navire ennemi au cours des 3 patrouilles (36 jours en mer) qu'il effectua.

### Source et bibliographie
- (en) Cet article est partiellement ou en totalité issu de l’article de Wikipédia en anglais intitulé « German submarine U-327 » (voir la liste des auteurs).
- Chris Bishop, historien militaire (trad. de l'anglais par Christian Muguet), Les sous-marins de la Kriegsmarine : 1939-1945 : le guide d'identification des sous-marins [« The spellmount submarine identification guide : Kriegsmarine U-boats 1939-1945 »], Paris, Éd. de Lodi, 2008, 192 p. (ISBN 978-2-84690-327-1, OCLC 470721805, BNF 41298980)